# Enrique Barreda y Laos
Enrique Domingo Barreda y Laos (Lima, 5 de octubre de 1879-Rochester, 1944) fue un pintor paisajista peruano.
Hijo de Enrique Barreda y Osma y Amalia Laos Argüelles, su familia pertenecía al más alto círculo socioecómico del Perú. Inició sus estudios en Lima, donde fue discípulo del célebre grabador Evaristo San Cristóval. Luego fue enviado a Europa para que completara su formación. 
Residió gran parte de su vida en Inglaterra y Francia. Estuvo influenciado por el impresionismo, entonces en boga, y destacó en el género del paisaje, así como en la pintura de flores. Pocas veces recogió algún tema peruano. Uno de sus paisajes más destacados, el paisaje Itálica que muestra una escena pastoril de la campiña romana, recibió el primer premio en el Concurso Concha en 1908 debido a su indudable solvencia técnica. Hizo exposiciones de su arte en París, Buenos Aires y Lima.
Desde Europa fue uno de los impulsores de la creación de la Escuela Nacional de Bellas Artes de Lima, ocurrida en 1918, en el segundo gobierno de José Pardo y Barreda (que era su pariente). Algunas de sus obras se exhiben en el Museo de Arte de Lima.
El gobierno francés adquirió varias obras suyas para el Museo de Luxemburgo en París y le concedió la Legion de Honor.
Fue encargado de negocios ante la Santa Sede y España. También incursionó en las letras e hizo colaboraciones para diversas publicaciones del Perú y de otros países.
El 7 de enero de 1927 se casó en Londres con Jean Findley Colegrave.